# 篠原侑
篠原侑（日语：／ Sasahara Yū，4月30日—）是日本的女性聲優，熊本縣出身。I'm Enterprise所屬。

## 人物
日本播音演技研究所出身。2016年加入I'm Enterprise。
國中時進入管樂社，高中時進入和太鼓社。
第一次擔任的主要角色是『隔壁的吸血鬼美眉』的天野燈。

## 演出作品
※粗體字為主要角色。

### 電視動畫
2016年
- LoveLive! Sunshine!!（女學生）
- Classica Loid（小孩）

2017年
- 烏菈菈迷路帖（女主人）
- 南鎌倉高校女子自行車社（鵜沼真理惠）
- 有頂天家族2（小孩C）
- NEW GAME!!（比賽會場的人們）
- Classica Loid 第2期（學生D）
- LoveLive! Sunshine!! 第2期（女學生）

2018年
- 童話魔法使（李雪蘭[4]）
- 粗點心戰爭2（超商店員御木本、沙耶的朋友）
- 女神異聞錄5 the Animation（高尾榮子）
- 工作細胞（紅血球1）
- 京都寺町三條商店街的福爾摩斯（北本久美）
- 高分少女（小學生男子B）
- Happy Sugar Life（國塚芽衣）
- 隔壁的吸血鬼美眉（天野燈[5]）
- 魔法禁書目錄III（市民）
- 刀劍神域 Alicization（小孩）
- 尤利西斯 貞德與鍊金騎士（妖精B）

2019年
- revisions（女學生1）
- 家有女友（真理花）
- 輝夜姬想讓人告白～天才們的戀愛頭腦戰～（女學生A）
- 超可動女孩1/6（比等間琉羽[6]）
- Dr.STONE 新石紀（學生）
- 獵獸神兵（小孩B）
- 平凡職業造就世界最強（學生）
- 擅長捉弄人的高木同學2（梅）
- 神田川JET GIRLS（波黃凜[7]）
- 星合之空（女學生）
- 美妙射擊部（學生）
- 食戟之靈 神之皿（女學生）

2020年
- 索瑪麗與森林之神（海德拉的女兒）
- 戀愛小行星（女孩）
- 籃球少年王（委員長）
- 請在伸展台上微笑（都村育人〈幼少期〉）
- 放學後堤防日誌（黑岩悠希）
- LISTENERS 聆聽者（擴聲器、グランジ&アノラック兄弟、耳無少女）
- 社長，戰鬥的時間到了！（眾法姆尼拉、眾史萊姆兔、艾爾瑟・阿斯托拉薩）
- 夢夢貓（女子2、司會學生）
- Lapis Re:LiGHTs（賽露莎）
- 請問您今天要來點兔子嗎？ BLOOM（女孩子）
- 滿溢的水果塔（中町縫愛）
- Love Live! 虹咲學園學園偶像同好會
- 熊熊勇闖異世界（雷歐）
- A3! SEASON AUTUMN & WINTER（觀眾）

2021年
- 偶像學園Planet！（觀眾）
- 暮蟬悲鳴時 業（學生）
- 2.43 清陰高中男子排球社（女學生）
- 關於我轉生變成史萊姆這檔事 轉生史萊姆日記（托卡）
- 影宅（艾蜜莉可）
- 後空翻少年!!（車站廣播、孩子）
- 白金終局（開良）
- 86－不存在的戰區－（料理教室學生）
- 無職轉生～到了異世界就拿出真本事～（孩子C、愛爾摩雅）
- 鬼滅之刃 遊郭篇（服侍蕨姬的童女）

2022年
- 擅長捉弄人的高木同學3（梅）
- Healer Girl 歌癒少女（孩子們）
- 王者天下4（麗）
- RPG不動產（風色響）
- 影宅 -2nd Season-（艾蜜莉可[8]）
- 鏈鋸人（永遠惡魔）

2023年
- 轉生公主與天才千金的魔法革命（緹爾蒂·庫拉雷特[9]）
- 關於我在無意間被隔壁的天使變成廢柴這件事（女學生）
- 怕痛的我，把防禦力點滿就對了 第2期（幽靈少女A）
- 和山田談場Lv999的戀愛（女高中生）
- 我內心的糟糕念頭（客A）
- 黑暗集會（寶月夜宵[10]）
- AI電子基因（松村の娘）
- SHY（子供）
- BULLBUSTER（日向未來）
- 殭屍100～在成為殭屍前要做的100件事～（渚）

2024年
- 烈焰先鋒 救國的橘衣消防員（二出川純菜）
- 秒殺外掛太強了，異世界的傢伙們根本就不是對手。（米蕾優、魯特）
- 最強肉盾的迷宮攻略～擁有稀少技能體力9999的肉盾，被勇者隊伍辭退了～（米蕾娜）
- 吉伊卡哇（しろ / パジャマパーティーズ・しろ、グレーの子たち）
- Unnamed Memory 無名記憶（莉托拉）
- 夜晚的水母不會游泳（女學生）
- 迷宮飯（芙蕾琪）
- 噗妮露是可愛史萊姆（噗妮露[11]）
- 聽說你們要結婚！？（年幼的大原拓也、大原泉）※同時擔任熊本方言監修
- 七大罪 啟示錄四騎士 第2期
- 忍者亂太郎（くの一）
- 軟軟噗尼寵物小精靈 第2期

2025年
- 中年大叔轉生反派千金（喬絲特[12]）
- 噗妮露是可愛史萊姆 第2期（噗妮露[13]）

### 劇場版動畫
- 劇場版 擅長捉弄人的高木同學

### 網路動畫
2017年
- 燒肉店戰國（劉子玄[14]）
- 賽馬娘Pretty Derby Road to the Top（真機伶）

### OVA
- 風都偵探（難波胡桃）

### 遊戲
2017年
- Smash & Magic（米露菲[15]）
- 王冠之戰[16]

2018年
- 賽馬娘Pretty Derby（真機伶[17]）
- 23/7（古德倫[18]）
- 城姬Quest（柳川城〈溫泉〉）
- 萬千回憶（奇基塔[19]）
- A3（三好雙葉[20]）
- 怪物彈珠（2018年 - 2022年 兔兒[21]、霍依蒲、韓非[22]）

2021年
- 碧藍航線 （博伊西 / 树城）

2022年
- 蒼藍雷霆GUNVOLT 3 鎖環（麒麟）

2023年
- 原神 （琳妮特）

2024年
- 鳴潮 （維里奈）
- 白荆回廊（吉納）

時期未定
- Lapis Re：LiGHTs ～這個世界的偶像會用魔法～（莎露莎[23]）

### 其他
- 漫研社 The Musical[24]
- Tate Anime《懶得鳥你》（雛鳥[25]）
- 廣播劇CD《妖怪學校的菜鳥老師！》（曼德拉草）

## 外部連結
- 事務所公開簡歷（日語）